# 天地雄心
《天地雄心》是1997年由陳嘉上执导的香港科幻悬疑剧情片，由劉德華、李嘉欣和黃秋生主演。本片是在受美国科幻电视剧《X档案》（The X-Files）的影响下，所拍摄的一部关于末世神秘主义题材的科幻片。由于缺少高科技制作所需的巨资，因此影片中的科幻成份比较贫瘠。香港票房2373万港币，位列年度华语片第五位。

## 劇情
“世界未來十大領袖”是由世紀雜誌選出來的十大傑出人物，他們被認為具有影響和領導世界未來發展的能力，而香港的靳鐵生博士就是其中一位。自從有幾位以超自然的方法離奇死亡後，英方的英國秘密情報局（MI6）和香港重案組刑偵探員（CID）的一些人來到他身邊以盡力保護他的人身安全，焦大鵬更是作為他的好友時刻陪伴在他身邊。靳在生活中則不斷回憶著女友生前留在他腦海中的片段。
而靳死去的女友Adele，更多次在靳與其他人的面前復活出現，一切全都是來自於一個邪教「科技同盟會」有關，科技同盟會殺害幾位十大領袖，利用他們的遺囑，加上現代政經的變化，企圖令聖經啟示錄末日預言中的幾個現象重現，從而令擁有「神的印記」的科技同盟會能夠在末世中得救，而靳鐵生就是最後一個現象「不信者都要信奉」。於是科技同盟會主腦Bill Conners 利用神力多次令Adele間斷復活，企圖利用Adele死而復生，從而令靳鐵生歸信科技同盟會。
靳與警方聯手打破科技同盟會後，遇上了神給他的最後考驗，如果靳鐵生信奉後會成為領袖，挑選一千五百人作出最後任務，滅世後將會變成神。最後靳鐵生選擇不相信服從，最後神令Adele復活，沒有滅世並製造奇跡。

## 角色
| 演員            | 角色         | 備註 |
| 劉德華          | 靳铁生博士   | 香港电脑咨询集团的总裁，世界十大未来领袖之一                                                             |
| 李嘉欣          | Adele        | 靳铁生之下属兼女友 后车祸身亡                                                                            |
| 黃秋生          | 焦大鹏       | 便衣探员CID，靳铁生之學同學兼好友，负责保护靳铁生                                                        |
| 葉廣儉          | Kim (葉博士) | 靳铁生公司的电脑专家，科學鑑證學教授                                                                     |
| 谷德昭          | TC           | 以前讀病理學，後協助靳铁生公司                                                                           |
| 王翠玲          | Teresa       | 靳铁生公司助手                                                                                           |
| 呂米高          | Clarence     | 靳铁生公司的电脑總監，靳铁生在大學時舊同學，科技同盟會成員，患末期癌症被科技同盟會的神力治癒             |
| 劉倩怡          | Ivy (葉警司) | CID警司，焦大鹏的女友                                                                                    |
| Caponio Nunzino | James        | 英國秘密情報局軍情六處 (MI6) 探員                                                                        |
| 鄒靜            | Janis        | 靳铁生公司秘書                                                                                           |
| 黃章寶          |              | MI6 探員，James的翻譯員                                                                                  |
| 彭立威          |              | 尋回警槍交還給大鵬的德英芬蘭浴職員                                                                       |
| 陳錦泉          |              | 車仔麵老闆，靳铁生、焦大鹏老友                                                                           |
| 黃老邪          |              | 乞丐 |
| 黎耀祥          | 全哥         | 精神病病人                                                                                               |
| Kokubu Takeshi  | 佐藤先生     | 第四位死去的世界十大未來領袖，日本科學家，科技同盟會叛徒，在嚴密保護下被科技同盟會的神力分解成各種微物質 |
| 金剛 (播音員)   | 邱老闆       | Kim (葉博士) 舅父，人稱「黃金機神」的黃金電腦商場電腦高手，協助眾人破解佐藤的電腦保安系統                |
| 劉兆生          | Steve        | 精神及心理學醫生，靳铁生朋友                                                                             |
| Mike Lambert    | Bill Conners | 世界十大首富，心理學家，科技集團主腦，科技同盟會主腦                                                     |

## 劇中題材
- 世界末日
- 人體自燃

## 獎项
| 頒獎典禮                  | 獎項       | 名單   | 結果 |
| ------------------------- | ---------- | ------ | ---- |
| 第4屆香港電影評論學會大獎 | 最佳男演員 | 黃秋生 | 提名 |
| 第4屆香港電影評論學會大獎 | 推薦電影   |        | 獲獎 |

## 外部連結
- 開眼電影網上《天地雄心》的資料（繁體中文）
- 豆瓣电影上《天地雄心》的資料 （简体中文）
- 时光网上《天地雄心》的資料（简体中文）
- AllMovie上《天地雄心》的资料（英文）
- 爛番茄上《天地雄心》的資料（英文）
- 香港影庫上《天地雄心》的資料（繁體中文）
- 互联网电影数据库（IMDb）上《天地雄心》的资料（英文）